# 一色孝
一色 孝（いっしき たかし、1915年6月3日 - 1958年4月15日）は、日本の薬学者（薬学博士〈東京大学）。
1957年に新設された東北大学医学部薬学科の初代教授として赴任し、学科のカリキュラム立案、学科の教室や研究室の新設・改設などに従事した。一年後の名古屋の学会に出席中、研究室火災の報を受け、急遽、仙台に戻る夜行列車途中の伊達駅付近で急逝した。
茨城県出身。

## 活動
東京帝国大学薬学科の朝比奈泰彦研究室で石館守三助教授の指導のもとで薬学研究をスタートし、石館守三教授の新設講座設立（薬品分析化学講座）に伴い、副手、助手、助教授として研究を行った。
1943年の秋頃、古河町の実家に疎開し以後古河から通勤したが戦時中でありしばしば研究を中断せざるを得なかった。この間、東京帝国大学付置研究所の南方・立地自然科学研究所助手、東京大学附属立地自然科学研究所助手を歴任した。
戦後、化学の領域にシリーズ「有機化学の電子理論」を連載するともに、有機電子理論に基づき薬理作用のある有機化合物の合成や、物理化学的手法（ポーラログラフィー）による先駆け的研究を行った。当時の研究テーマは、多核芳香環炭化水素の発癌性の研究ならびにアミノ酸の制癌効果、特に「グルクロン酸制癌効果」の研究であった。
この頃「有機化学攬要」を執筆した。この著書は以後有機化学の教科書として広く用いられた。また電子理論に関する連載を集大成し、「電子理論概説」を刊行した。

## 略歴
1933年、旧制栃木中学卒業。1937年、旧制山形高等学校理科甲類卒業。東京帝国大学医学部入学。1938年、結婚。1940年、東京帝国大学医学部薬学科卒業。同大医学部副手。
1944年1月、東京帝国大学南方・立地自然科学研究所助手。1946年3月、東京大学立地自然科学研究所助手。1948年8月、薬学博士（東京大学医学部）。
1949年5月、東京大学医学部薬学科助手。1951年7月、東京大学医学部薬学科助教授（現：准教授）。1957年5月、東北大学医学部薬学科教授。
1958年4月15日、死去。享年42。1959年、正六位 勲六等瑞宝章を受章。

## エピソード
クラシック音楽に造詣が深く、特にヴァイオリン演奏に親しみ東大オーケストラに所属した。卒業後、研究でポーラログラフィーを試作する過程で習得した電子回路の知識を生かし高価な真空管を購入して、プレーヤーとアンプを自作した。そしてやはり高価だったLPレコード音楽を聴くことが楽しみだった。

## 著書
- 『有機化学攬要』[2]
- 『電子理論概説』[3]
- 『ポーラログラフィー』一色孝、多田敬三、益子安共著　1961南江堂（「化学実験操作法」続編（III）緒方章、野崎泰彦共編）書誌ID:000000906809

## 総説・解説
- シリーズ「有機化学の電子論」『化学の領域』、1巻、1947
- 「討論：電子論の将来」『化学の領域』、増刊1、1950
- 「分析化学と電子回路」『化学の領域』 増刊、1953
- 「化学者のための高周波分析」『化学の領域 増刊』、1955
- 「樟脳誘導体の電子説」『化学』、化学同人、1956
- 「ポーラログラフィー」『医学のあゆみ』 22巻、1956
- 「薬学領域における有機ポーラログラフィー」
- 『薬学最近の進歩』、1958

## 論文
最初の原著論文（1942, T. Isshiki, et.al., Uber die Mesomerie des Diazocomphers und deren Abbauproduketen: Die Bildung von 7-Oxoepifenchylalkohol, 日本化学会欧文誌、17巻502-506）から最後の原著論文（1955, T. Isshiki, et.al., Non-aqueous Polarography of Quinoes. V, Chemical and Pharmaceutical Bulletin, 3巻425-429）まで19報

## 栄誉
- 1959年：正六位 勲六等、瑞宝章